# Loče (Celje, Slovenija)
Loče je naselje u slovenskoj Općini Celju. Loče se nalazi u pokrajini Štajerskoj i statističkoj regiji Savinjskoj. 

## Stanovništvo
Prema popisu stanovništva iz 2002. godine naselje je imalo 110 stanovnika.